# Leonardo Ciampa

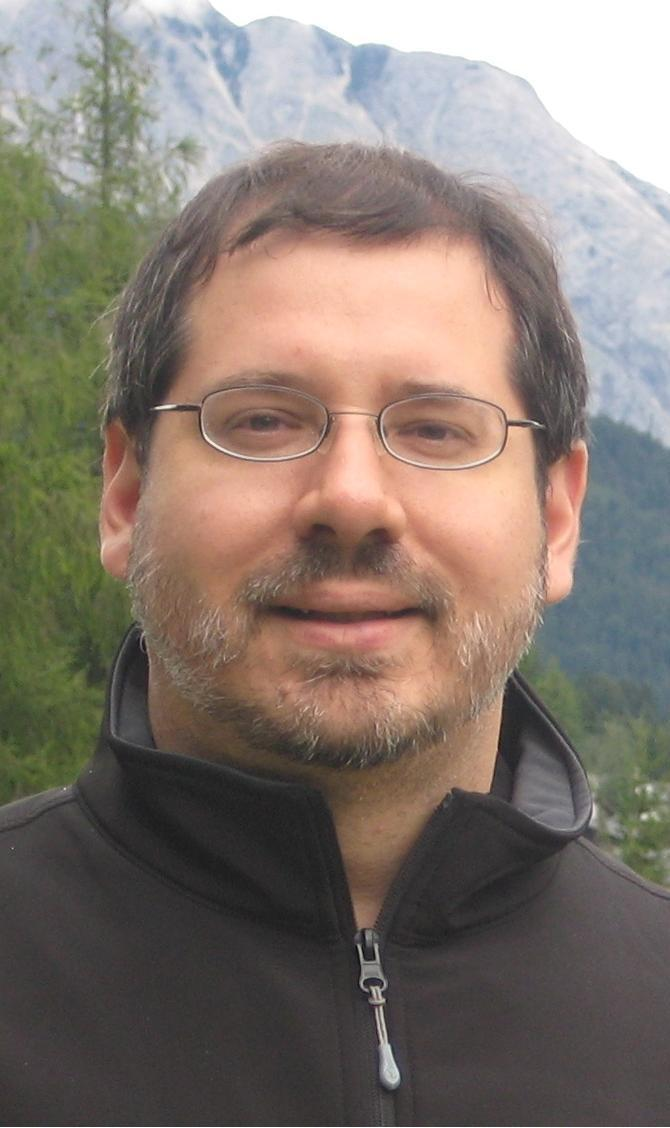
Leonardo Ciampa (2008)

Leonardo Antonino Ciampa (Boston, 17 de janeiro de 1971) é um escritor, organista, pianista e compositor norteamericano de origem italiana.

## Obras publicadas
- Leonardo Ciampa, The Twilight of Belcanto, AuthorHouse; 2nd edition (2005) ISBN 1418459569
- Leonardo Ciampa, Don Lorenzo Perosi (AuthorHouse, 2006) ISBN 1425934404
- Leonardo Ciampa, Pope Pius XII: A Dialogue (AuthorHouse, 2006) ISBN 1425977669, ISBN 13 978-1425977665